# Mistrzostwa świata do lat 18 w hokeju na lodzie mężczyzn 2018
20. Mistrzostwa Świata do lat 18 w Hokeju na Lodzie odbyły się w dniach od 19 do 29 kwietnia 2018 r. w rosyjskich miastach Czelabińsku i Magnitogorsku. To były czwarte mistrzostwa rozgrywane w Rosji.
Obrońcą tytułu mistrzowskiego była reprezentacja Stanów Zjednoczonych, która w 2017 roku w Popradzie pokonała reprezentację Finlandii 4:2. 
Mistrzami zostali Finowie, którzy w finale pokonali obrońców tytułu 3:2.

## Elita
| Lp. | Drużyna           |
| --- | ----------------- |
|     | Finlandia         |
|     | Stany Zjednoczone |
|     | Szwecja           |
| 4   | Czechy            |
| 5   | Kanada            |
| 6   | Rosja             |
| 7   | Słowacja          |
| 8   | Białoruś          |
| 9   | Szwajcaria        |
| 10  | Francja           |

W tej części mistrzostw uczestniczyło 10 najlepszych drużyn na świecie. System rozgrywania meczów jest inny niż w niższych dywizjach. Najpierw drużyny grały w dwóch grupach preeliminacyjnych, każda po 5 drużyn. Spośród nich najlepsze cztery drużyny bezpośrednio awansowały do ćwierćfinałów. Najgorsze dwie drużyny każdej z grup walczyły w meczach między sobą o utrzymanie w elicie. Drużyna, która przegrała dwukrotnie spadła do I Dywizji.

## Pierwsza dywizja
Grupa A
| Lp. | Drużyna    |
| --- | ---------- |
| 1   | Łotwa      |
| 2   | Niemcy     |
| 3   | Dania      |
| 4   | Kazachstan |
| 5   | Norwegia   |
| 6   | Słowenia   |

Grupa B
| Lp. | Drużyna |
| --- | ------- |
| 1   | Ukraina |
| 2   | Austria |
| 3   | Japonia |
| 4   | Węgry   |
| 5   | Włochy  |
| 6   | Rumunia |

W mistrzostwach pierwszej dywizji brało udział 12 zespołów, które podzielono na dwie grupy po 6 zespołów. Rozegrały mecze systemem każdy z każdym. Zwycięzca turnieju grupy A awansował do mistrzostw świata elity w 2019 roku, zaś najsłabsza drużyna grupy B spadła do drugiej dywizji.
Grupa A rozgrywała swoje mecze w łotewskiej Rydze w dniach 2–8 kwietnia 2018 roku.
Grupa B rozgrywała swoje mecze w ukraińskim w Kijowie w dniach 14–20 kwietnia 2018 roku.

## Druga dywizja
Grupa A
| Lp. | Drużyna          |
| --- | ---------------- |
| 1   | Wielka Brytania  |
| 2   | Litwa            |
| 3   | Polska           |
| 4   | Korea Południowa |
| 5   | Estonia          |
| 6   | Australia        |

Grupa B
| Lp. | Drużyna   |
| --- | --------- |
| 1   | Hiszpania |
| 2   | Chorwacja |
| 3   | Serbia    |
| 4   | Holandia  |
| 5   | Chiny     |
| 6   | Islandia  |

W mistrzostwach drugiej dywizji uczestniczyło 12 zespołów, które podzielono na dwie grupy po 6 zespołów. Rozgrywały one mecze systemem każdy z każdym. Zwycięzca turnieju grupy A awansował do mistrzostw świata pierwszej dywizji w 2019 roku, zaś najsłabsza drużyna grupy B spadła do trzeciej dywizji.
Grupa A rozgrywała swoje mecze w estońskim Tallinnie w dniach 1–7 kwietnia 2018 roku.
Grupa B rozgrywała swoje mecze w chorwackim w Zagrzebiu w dniach 24–30 marca 2018 roku.

## Trzecia dywizja
Grupa A
| Lp. | Drużyna         |
| --- | --------------- |
| 1   | Belgia          |
| 2   | Meksyk          |
| 3   | Bułgaria        |
| 4   | Izrael          |
| 5   | Turcja          |
| 6   | Chińskie Tajpej |

Grupa B
| Lp. | Drużyna           |
| --- | ----------------- |
| 1   | Nowa Zelandia     |
| 2   | Hongkong          |
| 3   | Południowa Afryka |

W mistrzostwach trzeciej dywizji uczestniczyło 9 zespołów, które zostały podzielone na dwie grupy po 6 i 3 zespoły. Rozgrywały mecze systemem każdy z każdym. Zwycięzca turnieju grupy A awansował do mistrzostw świata drugiej dywizji w 2019 roku, zaś zwycięska drużyna grupy B w przyszłym sezonie będzie występować w grupie A.
Grupa A rozgrywała swoje mecze w tureckim Erzurum w dniach 26 marca–1 kwietnia 2018 roku.
Grupa B rozgrywała swoje mecze w nowozelandzkim Queenstown w dniach 26–28 kwietnia 2018 roku.